# José María González García
José María González García, (Murcia, 1950) es un filósofo, sociólogo, escritor y ensayista español.

## Biografía
Nacido en Murcia de una familia de origen leonés, siendo aún un bebé pasó a Argentina, donde su padre estuvo trabajando como profesor en la Universidad de Mendoza. Volvió pocos años después a España y más tarde se doctoró en Filosofía y se licenció en Ciencias Políticas y Sociología. Ha sido profesor en la facultad de Ciencias Políticas y Sociología y en la de Filosofía de la Universidad Complutense de Madrid. Es profesor de Investigación en el Consejo Superior de Investigaciones Científicas, de cuyo Instituto de Filosofía fue director entre 1998 y 2006. Ha trabajado en los campos de la Sociología del conocimiento, Teoría Sociológica y la Filosofía Política, prestando especial interés a la obra de Max Weber, y en la actualidad trabaja en la Universidad de Cambridge.
Ha sido profesor visitante en las universidades de Konstanz y Frei Universitat de Berlín y Hamburgo, las colombianas de Antioquía, la Nacional de Bogotá, la de Buenos Aires y la Autónoma de México, entre otras. Es Life Member del Clare Hall de la Universidad de Cambridge
En 2007 obtuvo el Premio Nacional de Ensayo de España por su obra La diosa Fortuna (2006), donde analiza la evolución del concepto de la diosa Fortuna y su representación; la política en los siglos XVI y XVII se definía como la manera de domesticar la fortuna, de hacer que las circunstancias trabajaran a su favor y no en su contra; en el XVIII y el XIX, la Fortuna pasó a segundo plano en aras de la razón, o del progreso "dejando poco espacio para el azar y la suerte". En el XX, la Fortuna reaparece con otros ropajes en la caricatura política, en el arte, y con el estallido de la Primera Guerra Mundial resurge con fuerza y se toma conciencia de que nuestra vida está en manos del azar, "a veces mucho más que en manos de la razón", como se deduce a través de los escritos de supervivientes como Primo Levi, Jorge Semprún o Imre Kertész. En la segunda parte del libro estudia todo lo relacionado con los conceptos de la suerte, el destino, el riesgo y el azar, y lo que simboliza la diosa Fortuna a lo largo del tiempo en relación con la filosofía política, la literatura y el arte, en torno a la filosofía política basada en la teoría de la Justicia que contrapone Justicia y Fortuna (la Justicia es la que equilibra frente al azar), estudiada por Elster y Rawls.
En relación con la llamada sociedad del riesgo, el autor analiza también la teoría sociológica que estudia la incertidumbre y la obra de Ulrich Beck. 
Todas las dimensiones de la vida tienen un componente de azar no domesticable de manera racional, desde la propia constitución genética de nuestro cuerpo hasta el éxito, la riqueza, el amor y la muerte, pasando por el tiempo, su duración y las circunstancias de nuestra vida. En cierta medida, podríamos concebir el proceso de racionalización occidental como un intento constante de dominar el azar y la suerte mediante la aplicación de procedimientos racionales en todas las esferas de la vida individual o colectiva. Pero siempre queda un resto de azar que no puede ser sometido a la razón, además del hecho analizado por Max Weber de las paradojas de la racionalidad occidental: cada nueva vuelta de tuerca del proceso de racionalización acaba produciendo nuevas formas de irracionalidad. (Conferencia sobre "La Diosa Fortuna, metamorfosis de una idea política", 15 y 17 de febrero de 2005, en la Fundación Juan March)
Entre sus títulos destacan también La máquina burocrática. Afinidades electivas entre Max Weber y Kafka (Visor 1989), donde afirma que "la burocracia es una forma organizada de ser irracionales", Las huellas de Fausto. La herencia de Goethe en la sociología de Max Weber (Tecnos 1992) y Metáforas del poder (Alianza, 1998). Ha escrito larededor de un centenar de artículos sobre sociología y editado varios volúmenes de obras colectivas de esta disciplina, así como La metamorfosis de Franz Kafka (Madrid, Biblioteca Nueva, 2000).

## Obras
- La sociología del conocimiento, hoy. Madrid, Espejo, 1979.
- La máquina burocrática. Afinidades electivas entre Max Weber y Kafka. Madrid, Visor, 1989
- Las huellas de Fausto. La herencia de Goethe en la sociología de Max Weber, Madrid, Tecnos, 1992. ISBN 84-309-2249-0
- Con Lamo de Espinosa, E. y Torres Albero, C., La sociología del conocimiento y de la ciencia, Madrid, Alianza, 1994. ISBN 84-206-8147-4
- Metáforas del poder, Madrid, Alianza Editorial, 1998. ISBN 84-206-7918-6
- La diosa Fortuna. Metamorfosis de una metáfora política, (Antonio Machado, 2006).
- La mirada de la justicia. Ceguera, venda en los ojos, velo de ignorancia, visión y clarividencia en la estética del derecho,  (Antonio Machado, 2016).